# Charles de Lambert (pioneiro da aviação)

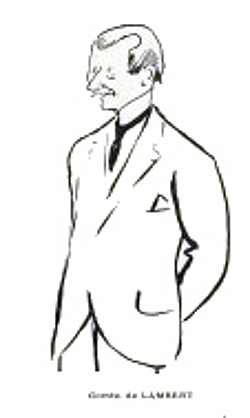
Caricatura de Charles Lambert.

Charles, Conde de Lambert (✰ Funchal, 30 de dezembro de 1865;  ✝ Saint-Sylvain-d'Anjou, 26 de fevereiro de 1944) foi um aventureiro, inventor e piloto, oficialmente de cidadania russa, nascido em Portugal, mas com ascendentes originais francêses, um dos pioneiros da aviação.

## Histórico

### Familiar
A família do Conde de Lambert é de origem francesa, mas depois da revolução foi forçada a se exilar na Rússia por algumas gerações. De lá foram para Portugal onde Lambert nasceu de mãe francesa, que logo depois da morte do marido, retornou à França em agosto de 1867 (para Baiona). Mais tarde se mudaram para Pau, onde Lambert cursou o ensino médio.
Tendo passado sua juventude em Pau, Lambert conheceu e se tornou amigo de Paul Tissandier, filho do cientista e balonista Gaston Tissandier, inventor do primeiro motor elétrico para dirigíveis. Tornou-se engenheiro em 1891, e passou a se dedicar à criação de um hidrofólio. Lambert participou de uma corrida náutica em Mônaco em 1907, pilotando um hidrofólio projetado por ele. 
Lambert casou-se primeiramente com Louise, com quem teve uma filha, Jane de Lambert. Depois que eles se divorciaram, Louise casou-se com o Marquês de Ivanrey Ricardo Soriano von Hermansdorff Sholtz, e mais tarde com o engenheiro de aviação, Léon Lemartin, que criou Jane como sua própria filha. Depois das mortes de Louise (1907), e de Léon (1911), Jane de Lambert foi adotada pela segunda esposa de Lemartin, Madeline e seu segundo marido, o irmão de Léon, Albert Lemartin. A segunda esposa do Conde de Lambert foi Cordelia de Lambert.

### Na aviação
Charles de Lambert, foi a primeira pessoa na França a ser ensinada a voar por Wilbur Wright. A primeira lição aconteceu em Le Mans em 28 de outubro de 1908. Em 18 de outubro de 1909, de Lambert "deixou o aeroporto de Juvisy as 4:36 numa máquina Wright, voou através de Paris até a Torre Eiffel, circulou-a, e retornou ao ponto de partida, chegando em segurança as 5:25". De Lambert reivindicou ter voado cerca de 91 m acima dos 305 m da Torre Eiffel, o que era praticamente igual ao recorde de altitude estabelecido por Orville Wright em Berlim.
Lambert, juntamente com Hubert Latham e Louis Blériot, foi um dos competidores ao prêmio de £ 1.000 oferecido pelo Daily Mail para quem tivesse sucesso em atravessar o Canal da Mancha num avião, apesar dele não ter interesse particular no dinheiro. Ele levou seus dois Wright Flyers (Nos. 2 e 18) Wissant, onde montou um acampamento para praticar e aguardar condições climáticas favoráveis. Latham fez a primeira tentativa prática, mas teve problemas e fez um pouso forçado na água, enquanto Lambert danificou seus Flyers durante os treinamentos. O prêmio foi vencido por Louis Blériot em 25 de julho de 1909.
Devido às suas realizações na aviação, Charles de Lambert recebeu o brevê Nº 8 com data retroativa de 7 de outubro de 1909 do Aéro-Club de France.